# Leoluca Orlando

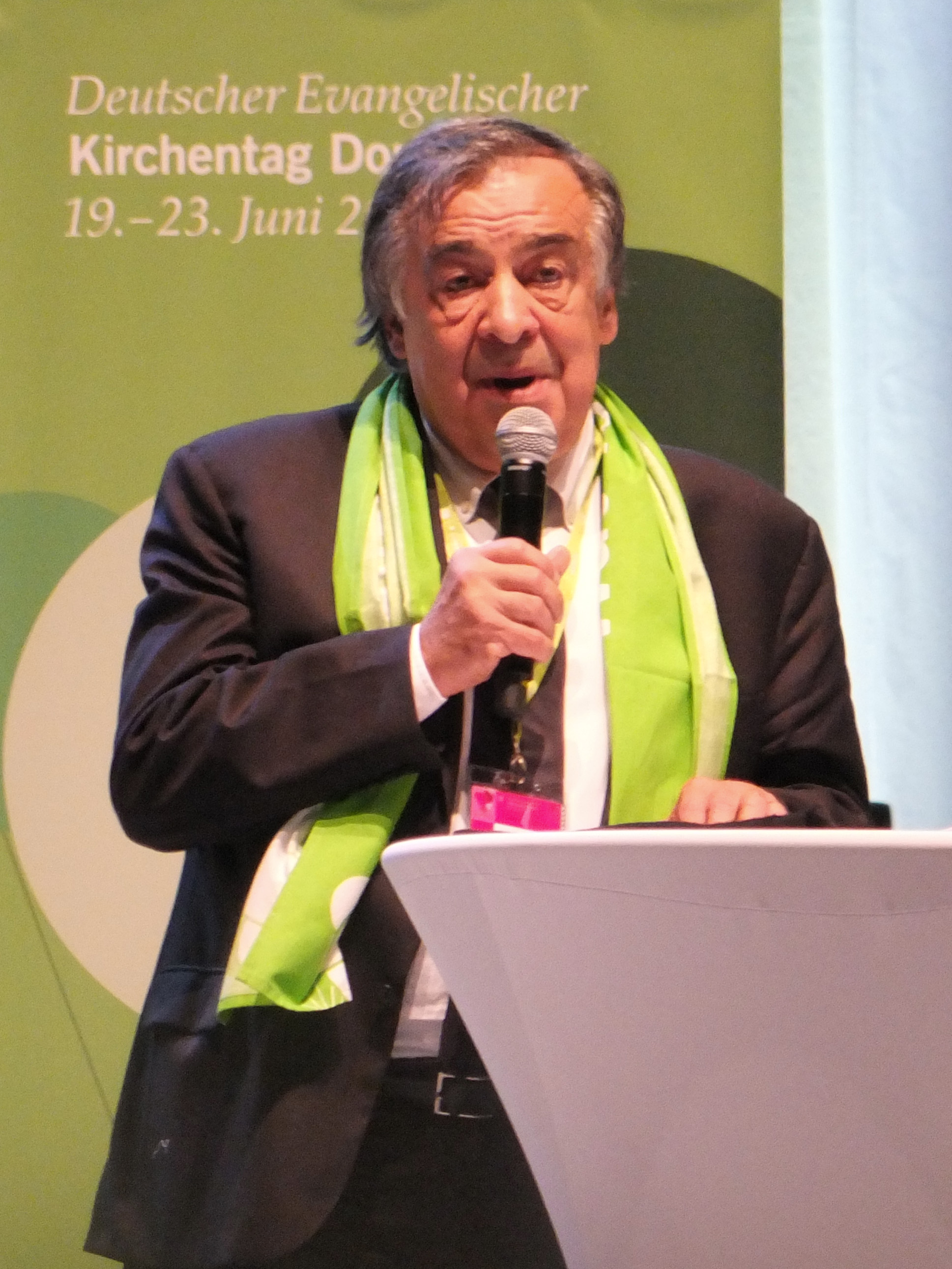
Leoluca Orlando, 2019

Leoluca Orlando (Palermo, 1947) is een Italiaans politicus. 
Hij was burgemeester van Palermo en werd bekend door zijn opstand tegen de maffia. Hij was in ambt driemaal: 1985-1990, 1990-1990 (1 maand) en 1993-2000. In 1990 werd hij opgevolgd door Domenico Lo Vasco. De periode eind 1980 - begin 1990 was gekenmerkt door de Primavera di Palermo of de Lente van Palermo: het was een beweging voor rechtszekerheid in culturele en bestuurlijke kwesties, als een afzetting tegen de maffia.
Daarnaast zat hij ook enige tijd in het Europees Parlement en was hij lid van het Italiaans parlement in de Kamer van Afgevaardigden.

## Biografie
Orlando was juridisch adviseur van Piersanti Mattarella, de Siciliaans president die in 1980 werd vermoord door de maffia.
In 2020 is Leoluca Orlando door de Roosevelt Foundation genomineerd voor de Four Freedoms Award, Freedom from Fear (Vrijwaring van Angst) . De uitreiking van deze award is vanwege de coronacrisis uitgesteld tot voorjaar 2021.
- Bibsys: 2095282
- Gemeinsame Normdatei: 119144921
- International Standard Name Identifier: 0000 0001 1072 0122
- Library of Congress Control Number: n90687548
- Istituto Centrale per il Catalogo Unico: CFIV062933
- Système universitaire de documentation: 057210055
- Virtual International Authority File: 77119210
- WorldCat: E39PBJpV79tVk6r8hXvwccqbBP